# Kommaraghatta, Arsikere
Kommaraghatta là một làng thuộc tehsil Arsikere, huyện Hassan, bang Karnataka, Ấn Độ.